# Hauglandsøy
Hauglandsøy est une île norvégienne du comté de Hordaland appartenant administrativement à Hauglandshella.

## Description
Rocheuse et désertique, elle s'étend sur environ 1,3 km de longueur pour une largeur approximative de 796 m. Elle comporte une dizaine d'habitations sur sa côte nord-est et une piste non goudronnée au nord. 